# Landes et forêts du bois des Bartres
Landes et forêts du bois des Bartres este o arie protejată (sit de importanță comunitară — SCI) din Franța întinsă pe o suprafață de 4.409 ha, integral pe uscat.

## Localizare
Centrul sitului Landes et forêts du bois des Bartres este situat la coordonatele 44°22′03″N 4°05′24″E / 44.3675°N 4.09009°E.

## Înființare
Situl Landes et forêts du bois des Bartres a fost declarat arie specială de conservare în baza directivei 92/43 din 1992 referitoare la conservarea habitatelor naturale și a faunei și florei sălbatice pentru a proteja 12 specii de animale.

## Biodiversitate
Situată în ecoregiunea mediteraneană, aria protejată conține 8 habitate naturale: Pajiști cu Molinia pe soluri calcaroase, turboase sau argilos-nămoloase (Molinion caeruleae), Pante stâncoase silicioase cu vegetație casmofită, Păduri de Castanea sativa, Păduri de Quercus ilex și Quercus rotundifolia, Formațiuni montane de Cytisus purgans, Peșteri inaccesibile publicului, Păduri de pin (sub-) mediteraneene cu pini negri endemici, Pajiști uscate europene.
La baza desemnării sitului se află mai multe specii protejate:
- mamifere (5): liliac cârn (Barbastella barbastellus), castor (Castor fiber), liliac cărămiziu (Myotis emarginatus), liliacul mare cu potcoavă (Rhinolophus ferrumequinum), liliacul mic cu potcoavă (Rhinolophus hipposideros)
- nevertebrate (5): Austropotamobius pallipes, croitorul mare al stejarului (Cerambyx cerdo), rădașcă (Lucanus cervus), Macromia splendens, Oxygastra curtisii
- pești (2): Barbus meridionalis, clean dungat (Telestes souffia)

Pe lângă speciile protejate, pe teritoriul sitului au mai fost identificate 17 specii de plante, 1 specie de păsări, 1 specie de nevertebrate, 2 specii de reptile.